# Hrušky (Břeclav)
Hrušky (in tedesco Birnbaum) è un comune della Repubblica Ceca facente parte del distretto di Břeclav, in Moravia Meridionale.